# Liste der Gedichte aus dem Buch der Bilder
Dies ist eine Liste der Gedichte, die im Buch der Bilder enthalten sind. Dabei handelt es sich um einen Gedichtband von Rainer Maria Rilke, der 1902 erstmals und 1906 in erweitertem Umfang erschien.

## Des ersten Buches erster Teil
| Titel                                                            | Erste Zeile                                   | Bemerkung | Entstehung                                       |
| ---------------------------------------------------------------- | --------------------------------------------- | --------- | ------------------------------------------------ |
| Eingang                                                          | Wer du auch seist: am Abend tritt hinaus      |           | Berlin-Schmargendorf, 24. Februar 1900           |
| Aus einem April                                                  | Wieder duftet der Wald                        |           | Berlin-Schmargendorf, 6. April 1900              |
| Zwei Gedichte zu Hans Thomas sechzigstem Geburtstage (Mondnacht) | Süddeutsche Nacht, ganz breit im reifen Monde |           | Berlin-Schmargendorf, kurz vor dem 14. Juli 1899 |
| Zwei Gedichte zu Hans Thomas sechzigstem Geburtstage (Ritter)    | Reitet der Ritter in schwarzem Stahl          |           | Berlin-Schmargendorf, kurz vor dem 14. Juli 1899 |
| Mädchenmelancholie                                               | Mir fällt ein junger Ritter ein               |           | Berlin-Schmargendorf, 18. Juli 1899              |
| Von den Mädchen (I.)                                             | Andere müssen auf langen Wegen                |           | Worpswede, 29. September 1900                    |
| Von den Mädchen (II.)                                            | Mädchen, Dichter sind, die von euch lernen    |           | Worpswede, 9. oder 10. September 1900            |
| Das Lied der Bildsäule                                           | Wer ist es, wer mich so liebt, daß er         |           | Berlin-Schmargendorf, 18. November 1899          |
| Der Wahnsinn                                                     | Sie muß immer sinnen: ich bin … ich bin …     |           | Berlin-Schmargendorf, 24. November 1899          |
| Die Liebende                                                     | Ja ich sehne mich nach dir. Ich gleite        |           | undatiert, zwischen 1902 und 1906                |
| Die Braut                                                        | Ruf mich, Geliebter, ruf mich laut!           |           | Berlin-Schmargendorf, 20. September 1898         |
| Die Stille                                                       | Hörst du, Geliebte, ich hebe die Hände        |           | undatiert, etwa 1900/01                          |
| Musik                                                            | Was spielst du, Knabe? Durch die Gärten gings |           | Berlin-Schmargendorf, 24. Juli 1899              |
| Die Engel                                                        | Sie haben alle müde Münde                     |           | Berlin-Schmargendorf, 22. Juli 1899              |
| Der Schutzengel                                                  | Du bist der Vogel, dessen Flügel kamen        |           | Berlin-Schmargendorf, 24. Juli 1899              |
| Martyrinnen                                                      | Martyrin ist sie. Und als harten Falls        |           | Berlin-Schmargendorf, 22. Juli 1899              |
| Die Heilige                                                      | Das Volk war durstig; also ging das eine      |           | Paris, 1. November 1902                          |
| Kindheit                                                         | Da rinnt der Schule lange Angst und Zeit      |           | Meudon-Val Fleury, Winter 1905/1906              |
| Aus einer Kindheit                                               | Das Dunkeln war wie Reichtum in dem Raume     |           | Berlin-Schmargendorf, 21. März 1900              |
| Der Knabe                                                        | Ich möchte einer werden so wie die            |           | undatiert, vermutlich Paris, Winter 1902/1903    |
| Die Konfirmanden                                                 | In weißen Schleiern gehn die Konfirmanden     |           | Paris, im Mai 1903                               |
| Das Abendmahl                                                    | Sie sind versammelt, staunende Verstörte      |           | Paris, 19. Juni 1903                             |

## Des ersten Buches zweiter Teil
| Titel                    | Erste Zeile                                 | Bemerkung              | Entstehung                                               |
| ------------------------ | ------------------------------------------- | ---------------------- | -------------------------------------------------------- |
| Initiale                 | Aus unendlichen Sehnsüchten steigen         |                        | Berlin-Schmargendorf, 20. Juli 1899                      |
| Zum Einschlafen zu sagen | Ich möchte jemanden einsingen               |                        | Berlin-Schmargendorf, 14. November 1900                  |
| Menschen bei Nacht       | Die Nächte sind nicht für die Menge gemacht |                        | Berlin-Schmargendorf, 25. November 1899                  |
| Der Nachbar              | Fremde Geige, gehst du mir nach?            |                        | undatiert, vermutlich Paris, 1902/03                     |
| Pont du Carrousel        | Der blinde Mann, der auf der Brücke steht   |                        | undatiert, vermutlich Paris, 1902/03                     |
| Der Einsame              | Wie einer, der auf fremden Meeren fuhr      |                        | Viareggio, 2. April 1903                                 |
| Die Aschanti             | Keine Vision von fremden Ländern            | Jardin d´Acclimatation | undatiert, vermutlich Paris 1902/03                      |
| Der Letzte               | Ich habe kein Vaterhaus                     |                        | Berlin-Schmargendorf, 15. November 1900                  |
| Bangnis                  | Im welken Walde ist ein Vogelruf            |                        | Berlin-Schmargendorf, kurz vor dem 21. Oktober 1900      |
| Klage                    | O wie ist alles fern                        |                        | Berlin-Schmargendorf, 21. Oktober 1900                   |
| Einsamkeit               | Die Einsamkeit ist wie ein Regen            |                        | Paris, 21. September 1902                                |
| Herbsttag                | Herr: es ist Zeit. Der Sommer war sehr groß |                        | Paris, 21. September 1902                                |
| Erinnerung               | Und du wartest, erwartest das Eine          |                        | undatiert, zwischen 1902 und 1906                        |
| Ende des Herbstes        | Ich sehe seit einer Zeit                    |                        | undatiert, zwischen 1902 und 1906                        |
| Herbst                   | Die Blätter fallen, fallen wie von weit     |                        | Paris, 11. September 1902                                |
| Am Rande der Nacht       | Mein Stube und diese Weite                  |                        | Berlin-Schmargendorf, 12. Januar 1900                    |
| Gebet                    | Nacht, stille Nacht, in die verwoben sind   |                        | Berlin-Schmargendorf, 13. Dezember 1900                  |
| Fortschritt              | Und wieder rauscht mein tiefes Leben lauter |                        | Worpswede, 27. September 1900                            |
| Vorgefühl                | Ich bin wie eine Fahne von Fernen umgeben   |                        | undatiert, zwischen 1902 und 1906                        |
| Sturm                    | Wenn die Wolken, von Stürmen geschlagen     |                        | undatiert, vermutlich Schweden, Herbst 1904              |
| Abend in Skåne           | Der Park ist hoch. Und wie aus einem Haus   |                        | Jonsered bei Göteborg, Schweden, um den 1. November 1904 |
| Abend                    | Der Abend wechselt langsam die Gewänder     |                        | undatiert, zwischen 1902 und 1906                        |
| Ernste Stunde            | Wer jetzt weint irgendwo in der Welt        |                        | Berlin-Schmargendorf, Mitte Oktober 1900                 |
| Strophen                 | Ist einer, der nimmt alle in die Hand       |                        | undatiert, zwischen 1900 und 1902                        |

## Des zweiten Buches erster Teil
| Titel                                               | Erste Zeile                                   | Bemerkung                               | Entstehung                                   |
| --------------------------------------------------- | --------------------------------------------- | --------------------------------------- | -------------------------------------------- |
| Initiale                                            | Gieb deine Schönheit immer hin                |                                         | Berlin-Schmargendorf, 14. Juli 1899          |
| Verkündigung                                        | Du bist nicht näher an Gott als wir           | Die Worte des Engels                    | Berlin-Schmargendorf, 21. Juli 1899          |
| Die Heiligen Drei Könige                            | Einst als am Saum der Wüsten sich             | Legende                                 | Berlin-Schmargendorf, 23. Juli 1899          |
| In der Certosa                                      | Ein jeder aus der weißen Bruderschaft         |                                         | Berlin-Schmargendorf, 28. Juli 1899          |
| Das Jüngste Gericht                                 | Sie werden Alle wie aus einem Bade            | Aus den Blättern eines Mönchs           | Berlin-Schmargendorf, 21. Juli 1899          |
| Karl der Zwölfte von Schweden reitet in der Ukraine | Könige in Legenden                            |                                         | Berlin-Schmargendorf, 21. Oktober 1900       |
| Ein junger König aus Norden war                     | ebenso                                        |                                         | Worpswede, 2. Oktober 1900                   |
| Der Sohn                                            | Mein Vater war ein verbannter                 |                                         | Worpswede, 1. Oktober 1900                   |
| … So wurden wir verträumte Geiger                   | ebenso                                        |                                         | Berlin-Schmargendorf, 12. April 1900         |
| Die Zaren (I.)                                      | Das war in Tagen, da die Berge kamen          | Ein Gedicht-Kreis (1899 und 1906)       | Meiningen, Ende August/Anfang September 1899 |
| Die Zaren (II.)                                     | Noch drohen große Vögel allenthalben          | Ein Gedicht-Kreis (1899 und 1906)       | Paris, Anfang Februar 1906                   |
| Die Zaren (III.)                                    | Seine Diener füttern mit mehr und mehr        | Ein Gedicht-Kreis (1899 und 1906)       | Paris, Anfang Februar 1906                   |
| Die Zaren (IV.)                                     | Es ist die Stunde, da das Reich sich eitel    | Ein Gedicht-Kreis (1899 und 1906)       | Meiningen, Ende August/Anfang September 1899 |
| Die Zaren (V.)                                      | Der blasse Zar wird nicht am Schwerte sterben | Ein Gedicht-Kreis (1899 und 1906)       | Paris, Anfang Februar 1906                   |
| Die Zaren (VI.)                                     | Noch immer schauen in den Silberplatten       | Ein Gedicht-Kreis (1899 und 1906)       | Paris, Anfang Februar 1906                   |
| Der Sänger singt vor einem Fürstenkind              | Du blasses Kind, an jedem Abend soll          | Dem Andenken von Paula Becker-Modersohn | Worpswede, 3. Oktober 1900                   |
| Die aus dem Hause Colonna                           | Ihr fremden Männer, die ihr jetzt so still    |                                         | undatiert, vermutlich Rom, Winter 1903/1904  |

## Des zweiten Buches zweiter Teil
| Titel                                    | Erste Zeile                                        | Bemerkung                         | Entstehung                              |
| ---------------------------------------- | -------------------------------------------------- | --------------------------------- | --------------------------------------- |
| Fragmente aus verlorenen Tagen           | … Wie Vögel, welche sich gewöhnt ans Gehn          |                                   | Berlin-Schmargendorf, 7. November 1900  |
| Die Stimmen (Titelblatt)                 | Die Reichen und Glücklichen haben gut schweigen    | Neun Blätter mit einem Titelblatt | Paris, 7./12. Juni 1906                 |
| Die Stimmen (Das Lied des Bettlers)      | Ich gehe immer von Tor zu Tor                      | Neun Blätter mit einem Titelblatt | Paris, 7./12. Juni 1906                 |
| Die Stimmen (Das Lied des Blinden)       | Ich bin blind, ihr draußen, das ist ein Fluch      | Neun Blätter mit einem Titelblatt | Paris, 7. Juni 1906                     |
| Die Stimmen (Das Lied des Trinkers)      | Es war nicht in mir. Es ging aus und ein           | Neun Blätter mit einem Titelblatt | Paris, 7./12. Juni 1906                 |
| Die Stimmen (Das Lied des Selbstmörders) | Also noch einen Augenblick                         | Neun Blätter mit einem Titelblatt | Paris, 7./12. Juni 1906                 |
| Die Stimmen (Das Lied der Witwe)         | Am Anfang war mir das Leben gut                    | Neun Blätter mit einem Titelblatt | Paris, 7./12. Juni 1906                 |
| Die Stimmen (Das Lied des Idioten)       | Sie hindern mich nicht. Sie lassen mich gehn       | Neun Blätter mit einem Titelblatt | Paris, 7. Juni 1906                     |
| Die Stimmen (Das Lied der Waise)         | Ich bin Niemand und werde auch Niemand sein        | Neun Blätter mit einem Titelblatt | Paris, 7./12. Juni 1906                 |
| Die Stimmen (Das Lied des Zwerges)       | Meine Seele ist vielleicht grad und gut            | Neun Blätter mit einem Titelblatt | Paris, 7. Juni 1906                     |
| Die Stimmen (Das Lied des Aussätzigen)   | Sieh ich bin einer, den alles verlassen hat        | Neun Blätter mit einem Titelblatt | undatiert, vor Juni 1906                |
| Von den Fontänen                         | Auf einmal weiß ich viel von den Fontänen          |                                   | Berlin-Schmargendorf, 14. November 1900 |
| Der Lesende                              | Ich las schon lang. Seit dieser Nachmittag         |                                   | Westerwede, September 1901              |
| Der Schauende                            | Ich sehe den Bäumen die Stürme an                  |                                   | Berlin-Schmargendorf, Mitte Januar 1901 |
| Aus einer Sturmnacht (Titelblatt)        | Die Nacht, vom wachsenden Sturme bewegt            | Acht Blätter mit einem Titelblatt | Berlin-Schmargendorf, 21. Januar 1901   |
| Aus einer Sturmnacht (I.)                | In solchen Nächten kannst du in den Gassen         | Acht Blätter mit einem Titelblatt | Berlin-Schmargendorf, 21. Januar 1901   |
| Aus einer Sturmnacht (II.)               | In solchen Nächten gehn die Gefängnisse auf        | Acht Blätter mit einem Titelblatt | Berlin-Schmargendorf, 21. Januar 1901   |
| Aus einer Sturmnacht (III.)              | In solchen Nächten ist auf einmal Feuer            | Acht Blätter mit einem Titelblatt | Berlin-Schmargendorf, Ende Januar 1901  |
| Aus einer Sturmnacht (IV.)               | In solchen Nächten, wie vor vielen Tagen           | Acht Blätter mit einem Titelblatt | Berlin-Schmargendorf, Ende Januar 1901  |
| Aus einer Sturmnacht (V.)                | In solchen Nächten wissen die Unheilbaren          | Acht Blätter mit einem Titelblatt | Berlin-Schmargendorf, Ende Januar 1901  |
| Aus einer Sturmnacht (VI.)               | In solchen Nächten sind alle die Städte gleich     | Acht Blätter mit einem Titelblatt | Berlin-Schmargendorf, 21. Januar 1901   |
| Aus einer Sturmnacht (VII.)              | In solchen Nächten werden die Sterbenden klar      | Acht Blätter mit einem Titelblatt | Berlin-Schmargendorf, 21. Januar 1901   |
| Aus einer Sturmnacht (VIII.)             | In solchen Nächten wächst mein Schwesterlein       | Acht Blätter mit einem Titelblatt | Berlin-Schmargendorf, 21. Januar 1901   |
| Die Blinde                               | Der Fremde: Du bist nicht bang, davon zu Sprechen? |                                   | Berlin-Schmargendorf, 25. November 1900 |
| Requiem                                  | Seit einer Stunde ist um ein Ding mehr             | Clara Westhoff gewidmet           | Berlin-Schmargendorf, 20. November 1900 |
| Schlußstück                              | Der Tod ist groß                                   |                                   | undatiert, 1900/1901                    |